# Ekkachai Nuikhao
Ekkachai Nuikhao (thailändisch เอกชัย นุ้ยขาว, * 31. Oktober 1990) ist ein thailändischer Fußballspieler.

## Karriere
Ekkachai Nuikhao stand bis Ende 2014 beim Songkhla United FC unter Vertrag. Wo er vorher unter Vertrag stand, ist unbekannt. Der Verein aus Songkhla, einer Stadt in Südthailand, spielte in der ersten Liga, der Thai Premier League. Für Songkhla stand er 2014 15-mal in der ersten Liga auf dem Spielfeld. Am Ende der Saison belegte man den 18. Tabellenplatz und musste in die zweite Liga absteigen. Nach dem Abstieg verließ er Songkhla und schloss sich am 1. Januar 2015 dem Zweitligisten Angthong FC an. Bei dem Verein aus Angthong stand er bis Mai 2018 unter Vertrag. Den Rest des Jahres spielte er für den Drittligisten Trang FC. Mit dem Verein aus Trang trat er in der Lower Region der Liga an. Anfang 2019 wechselte er nach Krabi zum Ligakonkurrenten Krabi FC. Nach einer Saison wurde sein Vertrag nicht verlängert. Seit dem 1. Januar 2020 ist Nuikhao vertrags- und vereinslos.